# Carl-Henrik Sölvinger
Carl-Henrik Lennart Sölvinger, född 14 oktober 1980 i San Francisco, Kalifornien i USA, är en tjänsteman och tidigare politiker för Liberalerna. Sölvinger var mellan april 2016 och juni 2021 oppositionsråd i Kalmar kommun med ett särskilt ansvar för personalfrågor, turism och besöksnäring.

## Biografi
Sölvinger flyttade 1990 till Sverige och Kalmar kommun. Han kom sedan att avlägga examen inom statsvetenskap och engelska. 
I sitt yrkesliv har Sölvinger jobbat på Liberalernas riksdagskansli och som pressekreterare på AlphaCE. Dessförinnan arbetat som politisk sekreterare i Kalmar kommun under perioden 2011-2015. Sedan 2021 är han verksam som verksamhetsrevisor inom offentlig sektor för revisionsbolaget EY.
Sölvinger lämnade politiken och partiet i juni 2021 som en följd av Liberalernas beslut tidigare samma år om att verka för en borgerlig regering – även om en sådan innebär ett samarbete med Sverigedemokraterna.